# Benjamin Salisbury
Pour les articles homonymes, voir Salisbury.
Benjamin Salisbury est un acteur américain né le 19 octobre 1980 à Minneapolis. Il est principalement connu pour son interprétation de Brighton Sheffield dans la série télévisée Une nounou d'enfer pendant 6 années. Il s'est éloigné de sa carrière après la fin de la série et a fait des études de journalisme et est devenu directeur des opérations du parc Universal Studios Hollywood en 2017.

## Biographie
Né en 1980, Benjamin Salisbury devient enfant acteur en 1992 pour le film Captain Ron. Il intègre ensuite la distribution de la sitcom à succès Une nounou d'enfer, qui durera six saisons et dans laquelle il joue Brighton Sheffield, fils du producteur de théâtre veuf Maxwell Sheffield.
Après la fin de la série, il suit des études de journalisme.
Depuis février 2017, il est directeur des opérations du parc Universal Studios Hollywood.
En 2020, en raison de la pandémie de Covid-19, la distribution d'Une nounou d'enfer se réunit virtuellement pour une lecture du pilote de la série ; Benjamin Salisbury y prend part.

## Vie privée
Benjamin Salisbury a été marié à Kelly Murkey de 2006 à 2013, union de laquelle sont nés deux enfants.

## Filmographie
Source : IMDb

### Cinéma
- 1992 : Captain Ron de Thom Eberhardt : Benjamin Harvey
- 1993 : Shimmer de John Hanson : Spacy jeune
- 1994 : L'Enfer blanc (Iron Will) de Charles Haid : Scout 1
- 1996 : Les Petits Champions 3 (D3: The Mighty Ducks) de Robert Lieberman : Josh
- 2002 : Simone d'Andrew Niccol : l'assistant de production
- 2003 : Red Zone de Lee Madsen : Derek
- 2006 : On the Brink d'Eric Prescott (court-métrage) : Craig

### Vidéofilms
- 1996 : Virtual Oz : Tin Boy (voix)
- 1996 : Toto Lost in New York: Tin Boy (voix)
- 1996 : The Nome Prince and the Magic Belt : Tin Boy (voix)
- 1996 : Who Stole Santa? : Tin Boy (voix)
- 1996 : Christmas in Oz : Tin Boy (voix)

### Série télévisées
- 1993-1999 : Une nounou d'enfer (The Nanny) : Brighton Sheffield
- 1996 : Kirk : Preston Beckman IV (saison 1 épisode 21)
- 1996 : The Oz Kids : Tin Boy (voix)
- 1996 : Promised Land (en) : Trevor Riley (saison 1 épisode 2)
- 2001 : Magical Meow Meow Taruto (Mahō Shōjo Neko Taruto) : Nachos (voix anglaise)
- 2005 : Numbers : Docent (saison 1 épisode 6)

## Distinctions
Source : IMDb

### Prix
- Young Artist Awards
  - 1997 : Meilleure jeune guest-star dans une série dramatique pour Promised Land

### Nominations
- Young Artist Awards
  - 1993 : Meilleur jeune acteur dans un film pour Captain Ron
  - 1994 : Meilleur jeune casting pour Une nounou d'enfer
  - 1995 : Meilleur jeune casting pour Une nounou d'enfer
  - 1996 : Meilleur jeune acteur dans une série comique pour Une nounou d'enfer
  - 1997 : Meilleur second rôle dans une série omique pour Une nounou d'enfer
- YoungStar Awards
  - 1995 : Meilleur jeune acteur dans une série comique pour Une nounou d'enfer
  - 1997 : Meilleur jeune acteur dans une série comique pour Une nounou d'enfer
  - 1999 : Meilleur jeune acteur dans une série comique pour Une nounou d'enfer